# Comme Tintin
Albums de Chantal Goya
C'est Guignol ! Monsieur le Chat Bottééateur
Comme Tintin est le cinquième album studio de la chanteuse Chantal Goya. 

## Histoire de l'album
L'idée du titre donnant son nom à l'album, Comme Tintin, est né d'un déjeuner en 1980 entre Chantal Goya, Jean-Jacques Debout et le créateur de ce personnage de tintin, Hergé. Le titre et les autres titres de cet album sont enregistrés en 1981. Chantal Goya est ces années-là au zénith en notoriété, notamment auprès du public des enfants,,.
Cet album a été certifié disque d'or en 1981 pour plus de 100 000 exemplaires vendus en France,,.
Il a été réédité en CD chez Podis / Polygram en 1997 et en 2013 dans le coffret L'intégrale chez Sony.

## Titres
1. Comme Tintin (Jean-Jacques Debout) 2:35
2. 4 petits lapins roses (Jean-Jacques Debout) 3:58
3. La catastrophe nationale (Jean-Jacques Debout) 3:32
4. La chèvre de M. Seguin (Jean-Jacques Debout / Roger Dumas - Jean-Jacques Debout) 2:33
5. Petit Papa Noël (R. Vincy - H. Martinet) 3:10
6. Les 3 joyeux Pieds Nickelés (Jean-Jacques Debout) 2:40
7. Amis faisons du sport (Roger Dumas - Jean-Jacques Debout) 3:12
8. La petite fille aux allumettes (Roger Dumas - Jean-Jacques Debout) 3:16
9. Cinéma, cinéma (Roger Dumas - Jean-Jacques Debout) 2:12
10. Marchand de sable (Roger Dumas - Jean-Jacques Debout) 3:36

Avec le chœur des Petits chanteurs d'Aix-en-Provence

## Crédits
- Direction artistique : Jean-Jacques Debout et Jean-Daniel Mercier
- Arrangements et direction musicale : Jean-Daniel Mercier
- Enregistré au Studio Palais des congrès - Miraval - Super Bear
- Ingénieur du son : Mick Lanaro
- Chœurs : Les Petits chanteurs d'Aix-en-Provence, Marie et Frédérique Mercier
- Produit et réalisé par Jean-Jacques Debout

## Single
- Comme Tintin - 1981